# 了源寺 (松戸市)
了源寺（りょうげんじ）は、千葉県松戸市にある日蓮宗の寺院。

## 歴史
寛文年間（1661年 - 1673年）、本行院日円によって開山された。
当寺には、「三十番神堂」という堂宇があり三十番神像が安置されている。三十番神は法華経を守護する神（諸天善神）とされ、日蓮宗では重要視される30柱の神である。当寺の三十番神は嘉永年間（1848年 - 1854年）に制作されたものである。かつては根木内稲荷神社に安置されていたが、後に当寺に移された。

## 交通アクセス
- 北小金駅より徒歩20分。